# Cydistomyia assamensis
Cydistomyia assamensis är en tvåvingeart som beskrevs av Philip 1970. Cydistomyia assamensis ingår i släktet Cydistomyia och familjen bromsar. Inga underarter finns listade i Catalogue of Life.